# Prijelazni metali
U kemiji izraz prijelazni metal (ponekad i prijelazni element) ima dva značenja: 
1. Obično se uzima da je to bilo koji element u d-bloku periodnog sustava, što obuhvaća sve elemente od 3. do 12. grupe.
2. Prema strogoj definiciji IUPAC-a to su elementi čiji atomi imaju djelomično popunjenu d-podljusku elektrona ili mogu formirati katione s djelomično popunjenom d-podljuskom. Time su isključeni cink, kadmij i živa koji imaju konfiguraciju d10.

## 40 prijelaznih metala
Prema manje strogoj definiciji postoji 40 prijelaznih metala, a tako se zovu zbog njihovog položaja u periodnom sustavu. Kod njih se u svakoj periodi u kojoj postoje redom popunjava d-podljuska, pa time čine prijelaz između elemenata 2. i elemenata 13. grupe.
| Grupa     | 3 (III B) | 4 (IV B) | 5 (V B) | 6 (VI B) | 7 (VII B) | 8 (VIII B) | 9 (VIII B) | 10 (VIII B) | 11 (I B) | 12 (II B) |
| --------- | --------- | -------- | ------- | -------- | --------- | ---------- | ---------- | ----------- | -------- | --------- |
| Perioda 4 | Sc 21     | Ti 22    | V 23    | Cr 24    | Mn 25     | Fe 26      | Co 27      | Ni 28       | Cu 29    | Zn 30     |
| Perioda 5 | Y 39      | Zr 40    | Nb 41   | Mo 42    | Tc 43     | Ru 44      | Rh 45      | Pd 46       | Ag 47    | Cd 48     |
| Perioda 6 | Lu 71     | Hf 72    | Ta 73   | W 74     | Re 75     | Os 76      | Ir 77      | Pt 78       | Au 79    | Hg 80     |
| Perioda 7 | Lr 103    | Rf 104   | Db 105  | Sg 106   | Bh 107    | Hs 108     | Mt 109     | Ds 110      | Rg 111   | Cn 112    |